# Ganga bruta
Ganga bruta (etwa „Rohes Gestein“) aus dem Jahr 1933 ist ein brasilianischer Filmklassiker von Humberto Mauro.

## Handlung
Der Ingenieur Dottor Marcos heiratet und stellt danach fest, dass er „betrogen“ worden ist – die Braut ist nicht mehr jungfräulich gewesen. Er erschießt sie, doch als angesehenes Mitglied der Gesellschaft wird er vom Gericht freigesprochen. Sein Freund Décio beauftragt ihn mit der Bauleitung bei der Erstellung einer riesigen Fabrik am Rande der Wildnis. Dort angekommen, macht Marcos die Bekanntschaft Sonias, der Verlobten von Décio.
Sonia verliebt sich sofort in ihn und sucht seine Nähe. Sie drängt den vorerst reserviert bleibenden Ingenieur zu einer Fabrikführung, bei der er allmählich Sympathien für sie entwickelt. Bei einem Spaziergang sieht er sie mit Décio auf einer Wiese schäkern und nimmt wieder Abstand von ihr. Es folgt eine Rückblende in die Zeit, als er seine Ehefrau kennengelernt hatte. Sie tanzte gerne mit verschiedenen Männern. In der Gegenwart kreisen Marcos’ Gedanken zunehmend um Sonia, ihre um ihn. Es kommt so weit, dass sie miteinander an einem künstlichen Tümpel tollen und ins Gebüsch verschwinden. Décio ist außer sich, kündigt an, Marcos zu töten, und macht sich auf die Suche nach ihm. Sonia, die ihre Liebe zu Marcos bekannt hat, folgt ihm besorgt. An den Flussklippen kommt es zu einem Kampf zwischen den beiden Männern. Dabei stürzt Décio ins Wasser; Marcos, der ihn anschließend aufopferungsvoll zu retten versucht, kann ihn nur noch tot aus dem Wasser ziehen. Sonia und Marcos heiraten.